# Avventura da paura!
Avventura da paura  è un programma televisivo trasmesso dal 2009 sul programma giovanile Nickelodeon.

## Presentazione
In ogni puntata un gruppo di amici deve affrontare un mostro o un fantasma in uno dei più oscuri e paurosi palazzi d'Italia, ogni volta diverso. Ci sono tre prove da superare: L'enigma, La paura e la beffa, con l'aiuto di un conduttore del programma. Il conduttore non entrerà nel palazzo con il gruppo ma l'avvertirà dei pericoli grazie ad un Walkie-talkie solo quando il gruppo troverà il simbolo del programma appeso in una parte del palazzo misterioso. Lo scopo è trovare un tesoro, prima che lo scrigno che lo contiene si chiuda per sempre.

## Episodi
| Edizione         | Episodi | Primo episodio   | Ultimo episodio  |
| ---------------- | ------- | ---------------- | ---------------- |
| Prima edizione   | 9       | 10 dicembre 2009 | 18 febbraio 2010 |
| Seconda edizione | 9       | 25 marzo 2010    | 2010             |
| Terza edizione   | TBA     | 21 aprile 2011   | 2011             |

## Protagonisti

### Prima edizione
- I Bursan: Simone Dodi, Isabella Belforti, Michelle Cirelli, Andrea Caraffini.
- Queen: Luca Facelli, Marta Baudena, Alberto Caraglio, Andrea Giordano.
- Dojo Team: Giorgia Scorza, Stefano Frustaglia, Riccardo Privieri, Melissa Frau.
- I Crock: Federico Vacondio, Ginevra Casellato, Nicole Restilli, Giuseppe Diaferia, Giuliani Francesco.
- Team Fidenza: Luca Quarantelli, Pietro Allodi, Thomas Montanini, Alessandro Gatti.
- I ragazzi coraggiosi: Giorgia Tremolada, Elisa Baccioccola, Andrea Pratolongo, Kahtlyin Cuaresma.
- Pink Ladies: Selene Cibelli, Asia Cibelli, Greta Graffagnini, Marta Sciortino.
- Le scream girl: Matilda Balconi, Giulia Mammoliti, Giulia Marziali, Bianca Balconi.

## Episodi speciali
- Il meglio di Avventura da paura!, quinto episodio della prima edizione. Paolo (il presentatore) racconta i fatti salienti delle prime 4 puntate.